# Краљевска кобра
Краљевска кобра (лат. Ophiophagus hannah) је змија отровница из рода Ophiophagus, распрострањена на подручју Индије и Југоисточне Азије. Налази се на црвеној листи IUCN од 2010. са статусом рањиве врсте (енгл. Vulnerable). 
Краљевске кобре су највеће змије отровнице на свету. Њихова просечна дужина износи 3 до 4 метра, а могу бити дуге и до пет и по метара. За разлику од осталих кобри које се често називају „правим кобрама” и припадају роду Naja, краљевска кобра припада монотипском роду Ophiophagus. Назив рода, који у преводу са грчког значи која једе змије, змијождер указује да су примарни плен краљевске кобре друге змије, укључујући и питоне, змије из рода Vipera и „праве” кобре. У одсуству примарног плена, лове и гуштере, птице и глодаре.
Краљевска кобра нема најопаснији отров, али га при уједу испушта у много већим количинама, довољним да убије 20 људи или једног слона. Када је у опасности може се издићи и до метар изнад тла и производи карактеристичан звук сличан режању пса.